# Edvinas Gertmonas
Edvinas Gertmonas, né le 1er juin 1996 à Šilalė, est un footballeur lituanien. Il évolue au poste de gardien de but à l’Universitatea Cluj.

## Biographie

### Débuts en Lituanie
Né le 1er juin 1996 à Šilalė, Edvinas Gertmonas est formé au sein de l'académie nationale de football lituanienne. Par ses qualités, il éveille très jeune les intérêts de plusieurs clubs anglais, mais continue finalement son parcours en Lituanie. Recruté par le FK Tauras Tauragė, il fait ses débuts professionnels dès l'année 2013 en A Lyga, la première division lituanienne, alors qu'il est âgé de dix-sept ans. Transféré au FK Atlantas Klaipėda, l'un des meilleurs clubs lituaniens, il s'y impose rapidement également. En parallèle, il joue avec l'équipe de Lituanie espoirs, avec laquelle il est surclassé de deux ans.

### Départ au Stade rennais FC
En août 2014, Edvinas Gertmonas est mis à l'essai par le Stade rennais FC, à la recherche d'un troisième gardien. Responsable du recrutement du club breton, Jean-Luc Buisine l'avait repéré deux ans auparavant en Lituanie, et le fait donc venir en Bretagne pour s'entraîner avec le groupe professionnel, et disputer une mi-temps lors d'un match amical joué face à la réserve du Stade lavallois. Par ses qualités, et son « énorme marge de progression », il séduit l'entraîneur rennais Philippe Montanier. Toutefois, Gertmonas doit attendre quelques mois avant d'être transféré dans les rangs du Stade rennais, sa famille souhaitant qu'il termine ses études avant de quitter la Lituanie pour tenter sa chance à l'étranger. Dans l'attente de son arrivée, le club rennais finit par engager le jeune Christopher Dilo, qui signe un contrat d'un an pour la saison 2014-2015, et quitte ensuite le club pour laisser le poste de gardien numéro 3 à Gertmonas.
Finalement, le 6 janvier 2015, Edvinas Gertmonas signe un contrat de trois ans et demi en faveur du Stade rennais, mais est prêté immédiatement pour les six mois suivants à l'Atlantas Klaipėda, où il évoluait déjà durant la saison 2014. Dans l'attente de terminer ses études pour rejoindre ensuite la France, le jeune gardien suit les programmes d'entraînement décidés par le staff technique rennais, en particulier Christophe Revel, et apprend le français. Sur le plan sportif, il joue la moitié du championnat de Lituanie 2015 comme titulaire avec Klaipėda, et honore sa première sélection en équipe de Lituanie, titularisé lors d'un match amical perdu deux buts à zéro contre Malte, le 8 juin 2015 au Ta' Qali Stadium. Fin juin 2015, il rejoint définitivement le Stade rennais FC, dont il devient le troisième gardien de l'effectif professionnel.Il effectue en amical le 10 juillet 2018 son premier match contre les amateurs Autrichiens du Rapid Lienz, victoire 9-0.
Lors de la saison 2016-2017 , il est champion de son groupe de CFA avec la réserve du Stade rennais alors entrainée par Julien Stéphan .
Ayant été 34 fois sur le banc des remplaçants depuis son arrivée à Rennes, sans jamais honoré un match professionnel, le joueur quitte la Bretagne en 2019.

### Retour au pays
Il s'engage le 29 août 2019 avec le FK Žalgiris Vilnius en Lituanie. 

## Statistiques
| Saison                | Club                  | Championnat           | Championnat | Championnat | Coupe nationale | Coupe nationale | Coupe de la Ligue | Coupe de la Ligue | Compétition(s) continentale(s) | Compétition(s) continentale(s) | Compétition(s) continentale(s) | Lituanie | Lituanie | Total | Total |
| Saison                | Club                  | Division              | M.          | B.          | M.              | B.              | M.                | B.                | Comp.                          | M.                             | B.                             | M.       | B.       | M.    | B.    |
| 2012-2013             | FK Tauras Tauragė     | A Lyga                | 13          | 0           | 1               | 0               | -                 | -                 | -                              | -                              | -                              | -        | -        | 14    | 0     |
| Sous-total            | Sous-total            | Sous-total            | 13          | 0           | 1               | 0               | -                 | -                 | -                              | -                              | -                              | -        | -        | 14    | 0     |
| 2013-2014             | FK Atlantas Klaipėda  | A Lyga                | 9           | 0           | 0               | 0               | -                 | -                 | -                              | -                              | -                              | -        | -        | 9     | 0     |
| 2014-2015             | FK Atlantas Klaipėda  | A Lyga                | 15          | 0           | 3               | 0               | -                 | -                 | -                              | -                              | -                              | 1        | 0        | 19    | 0     |
| Sous-total            | Sous-total            | Sous-total            | 24          | 0           | 3               | 0               | -                 | -                 | -                              | -                              | -                              | 1        | 0        | 28    | 0     |
| 2015-2016             | Stade rennais FC      | Ligue 1               | 0           | 0           | 0               | 0               | 0                 | 0                 | -                              | -                              | -                              | -        | -        | 0     | 0     |
| 2016-2017             | Stade rennais FC      | Ligue 1               | 0           | 0           | 0               | 0               | 0                 | 0                 | -                              | -                              | -                              | -        | -        | 0     | 0     |
| 2017-2018             | Stade rennais FC      | Ligue 1               | 0           | 0           | 0               | 0               | 0                 | 0                 | -                              | -                              | -                              | -        | -        | 0     | 0     |
| 2018-2019             | Stade rennais FC      | Ligue 1               | 0           | 0           | 0               | 0               | 0                 | 0                 | C3                             | 0                              | 0                              | -        | -        | 0     | 0     |
| Sous-total            | Sous-total            | Sous-total            | 0           | 0           | 0               | 0               | 0                 | 0                 | -                              | 0                              | 0                              | -        | -        | 0     | 0     |
| 2019-2020             | FK Žalgiris Vilnius   | A Lyga                | 0           | 0           | 0               | 0               | -                 | -                 | -                              | -                              | -                              | -        | -        | 0     | 0     |
| Sous-total            | Sous-total            | Sous-total            | 0           | 0           | 0               | 0               | -                 | -                 | -                              | -                              | -                              | -        | -        | 0     | 0     |
| Total sur la carrière | Total sur la carrière | Total sur la carrière | 37          | 0           | 4               | 0               | 0                 | 0                 | -                              | 0                              | 0                              | 1        | 0        | 42    | 0     |

### Liste des matches internationaux
| Matches internationaux de Edvinas Gertmonas | Matches internationaux de Edvinas Gertmonas | Matches internationaux de Edvinas Gertmonas | Matches internationaux de Edvinas Gertmonas | Matches internationaux de Edvinas Gertmonas | Matches internationaux de Edvinas Gertmonas | Matches internationaux de Edvinas Gertmonas |
|                                             | Date                                        | Lieu                                        | Adversaire                                  | Résultat                                    | Compétition                                 | Notes                                       |
| ------------------------------------------- | ------------------------------------------- | ------------------------------------------- | ------------------------------------------- | ------------------------------------------- | ------------------------------------------- | ------------------------------------------- |
| 1.                                          | 8 juin 2015                                 | Ta' Qali Stadium, L-Imdina, Malte           | Malte                                       | 2 - 0                                       | Match amical                                | Titulaire.                                  |

## Palmarès
Atlantas
- Finaliste de la Coupe de Lituanie : 2014-2015

Rennes
- Coupe de France : 2018-2019
- Finaliste du Trophée des champions : 2019

Žalgiris
- A Lyga : 2020, 2021, 2022
- Coupe de Lituanie : 2021, 2022
- Supercoupe de Lituanie de football : 2020, 2023

### Distinctions individuelles
- Joueur lituanien de l'année : 2022
- Joueur de l’année du Žalgiris : 2022, 2023